# Butilscopolamina

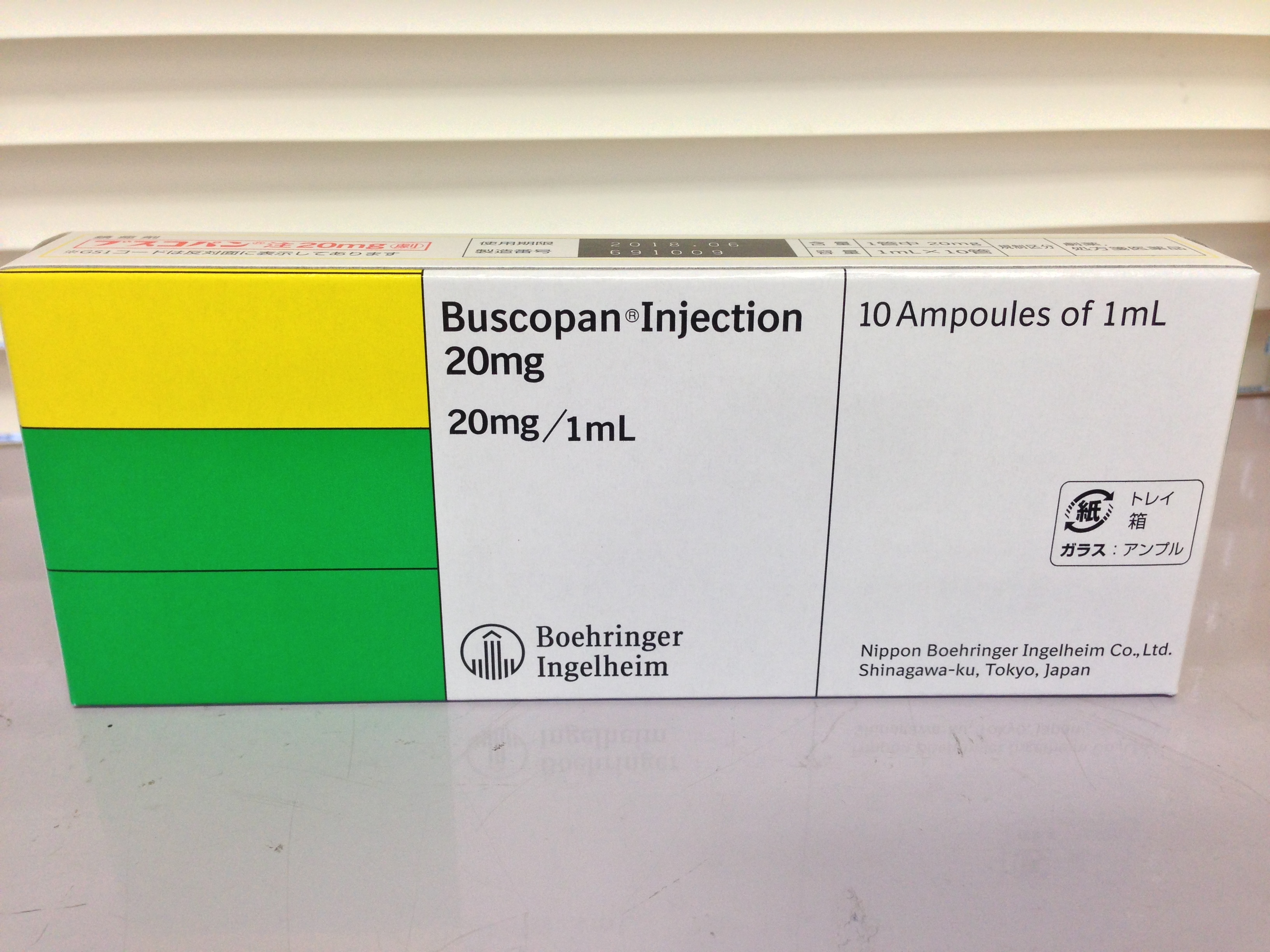
Buscopan iniettabile

La butilscopolamina, anche nota nella formulazione farmaceutica di scopolamina-N-butilbromuro, N-butilbromuro di scopolamina o N-butilbromuro di joscina (o ioscina), è un principio attivo farmacologico ad azione antimuscarinica periferica e agente anticolinergico, impiegato specificamente come antispastico.
È un composto ammonio quaternario e un derivato semisintetico della scopolamina.
È commercializzato con il nome commerciale Buscopan dalla casa farmaceutica francese Sanofi, combinato anche con il paracetamolo con il nome commerciale Buscopan Plus o Buscopan Compositum.
Non è un analgesico in senso stretto, ma previene i crampi dolorosi e spastici nella loro causa primaria.
Viene impiegata con uso off label riconosciuto dall'Agenzia italiana del farmaco e dalla Società Italiana di Cure Palliative per ridurre le secrezioni delle vie aeree durante il rantolo terminale.

## Farmacodinamica
La scopolamina-N-butilbromuro esercita un'azione competitiva nei confronti dell'acetilcolina sui recettori muscarinici della muscolatura liscia a livello del tratto gastrointestinale, biliare e genito-urinario. I recettori muscarinici in questi distretti sono responsabili dell'eccitazione e della contrazione muscolare. L'azione del farmaco si rivela perciò di tipo spasmolitico (antispastico).
Diversamente rispetto ad altri spasmolitici non oltrepassa la barriera ematoencefalica, pertanto è pressoché privo degli effetti indesiderati sul sistema nervoso centrale (SNC) causati da altri anticolinergici.

## Farmacocinetica
Il farmaco è un derivato ammonico quaternario, estremamente polare, che si caratterizza per lo scarso assorbimento, sia quando viene somministrato per via orale (8%) sia rettale (3%). Dopo somministrazione orale viene scarsamente assorbito dal tratto gastrointestinale e la concentrazione plasmatica di picco viene raggiunta dopo circa due ore dall'assunzione. La biodisponibilità assoluta è molto bassa, inferiore all'1%.
Nella distribuzione nei tessuti biologici il farmaco tende a concentrarsi prevalentemente nei distretti in cui esercita la propria azione terapeutica (tratto gastrointestinale, cistifellea, dotto epatobiliare, fegato e rene), particolarmente ricchi di recettori muscarinici e nicotinici.
Il legame con le proteine plasmatiche, particolarmente con l'albumina, è molto basso, approssimativamente del 4,4%.
Come già segnalato, studi sperimentali su animali hanno evidenziato che non supera la barriera emato-encefalica. L'emivita del farmaco è compresa tra le 6 e le 10 ore. Il farmaco viene escreto nelle urine e in misura minore nelle feci.

## Usi clinici
Il farmaco è utilizzato per il trattamento del dolore e il disagio causato dai crampi addominali, ad esempio nella dispepsia e nella sindrome del colon irritabile, dai crampi mestruali, o altre attività spastiche dell'apparato digerente.
In letteratura esistono esperienze di utilizzo del farmaco nelle donne gravide per ridurre la prima fase del parto aumentando la dilatazione cervicale.

### Effetti collaterali e indesiderati
In corso di trattamento si possono verificare sonnolenza, tachicardia, secchezza delle fauci, costipazione, ritenzione urinaria, midriasi, disturbi visivi e turbe dell'accomodazione, aumento del tono oculare, alterazioni della sudorazione. La maggior parte degli effetti avversi citati è in relazione con le proprietà anticolinergiche della sostanza.

### Controindicazioni
Il farmaco è controindicato nei soggetti con ipersensibilità nota al principio attivo.
Come per altre sostanze dotate di azione antagonista muscarinica il farmaco è controindicato nei soggetti affetti da glaucoma ad angolo acuto, iperplasia prostatica, tendenza alla ritenzione urinaria. Ulteriori controindicazioni sono rappresentate dalla stenosi pilorica e altre patologie stenosanti l'apparato gastroenterico, l'esofagite da reflusso, l'ileo paralitico, la colite ulcerosa, il megacolon, l'atonia intestinale e la miastenia grave.
La somministrazione di scopolamina butilbromuro (N-butilbromuro di joscina) nelle donne in gravidanza richiede un'attenta valutazione del rapporto rischio/beneficio. In alcuni studi clinici, la somministrazione di scopolamina butilbromuro (N-butilbromuro di joscina) durante il parto è risultata indurre un'azione analgesica (spasmolitica) e abbreviare i tempi necessari sia alla dilatazione della cervice uterina sia all'espulsione del feto.
Gli anticolinergici sono stati associati a inibizione della lattazione in vivo e a riduzione della secrezione di prolattina nelle donne non in allattamento. La somministrazione di scopolamina butilbromuro non è raccomandata nelle donne che allattano. In letteratura non sono comunque riportati effetti tossici relativi all'uso del farmaco durante l'allattamento.

### Dosi terapeutiche
La dose usuale per gli adulti e i ragazzi di età superiore ai 14 anni è pari a 10 mg (corrispondente a una compressa o una supposta) tre volte al giorno. Il dosaggio può essere aumentato a seconda del giudizio del medico e la risposta individuale del paziente.

## Abuso
Il farmaco non ha effetti euforizzanti o di forte sedazione, e ha una bassa incidenza di abuso. Non deve essere usato per lunghi periodi di tempo.